# Mogollon
Mogollon ali Mogollonska kultura (mʌɡɨˈjoʊn ali moʊɡəˈjoʊn)  je bila kamenodobna indijanska kultura na jugozahodu današnjih Združenih držav , ki je cvetela med začetkom .n.š. in okrog 1.400 ali 1.450 n.š.  

## Zemljepisna lega
Ozemlje te kulture se je razširjalo na jugozahodu Nove Mehike, od tod segalo na bližnje mehiško področje (Chihuahua) in na del vzhodnega in severnega dela Arizone.  V njeni soseščini so se na ameriškem jugozahodu razvile kulture Starih Pueblov, Hohokamcev in Patayancev in v odnosu do teh sosednjih kultur so Mogollonci zasedali jugovzhodni del območja.

## Značilnosti
Mogollonska kultura je nastala na začetku našega štetja.  Bila je prva kultura ameriškega Jugozahoda, znotraj katere sta se postopoma razvijala kmetovanje in lončarstvo, pri čemer se je njena lončevina s stiliziranimi podobami živali ali ljudi (pogosto v črno-belih barvah) ločevala od lončevine sosednjih kultur. Kmetovanje v Mogollonski kulturi je obsegalo gojenje »treh sester« (koruze , buč  in fižol a), poleg tega so se ukvarjali tudi z gojenjem tobaka, pa tudi z izdelovanjem oblačil. Poznali so obredna središča, ki se imenujeo kiva. Okrog leta 1.100 so pričeli graditi pueble iz opeke, ki je bila ožgana na soncu . Pueble so pogosto gradili tako, da so bili naslonjeni na strmo gorsko steno. Po letu 1.400 je kultura Mogollon zatonila in se umaknila že propadajoči kulturi  Starih Pueblov .